# 南野梅雄
南野 梅雄（みなみの うめを、1939年9月12日 - 2022年3月10日）は、日本の映画監督。大映京都撮影所でながく勝新太郎の座頭市シリーズなどの制作に関わる。

## 来歴・人物
1939年、大阪市浪速区生まれ。日本大学芸術学部卒業後、大映京都撮影所に助監督として入る。時代劇カメラマン石本秀雄の三女と結婚。長男は憲法学者・九州大学教授の南野森、長女は小説家の村木嵐。京都市在住。

## フィルモグラフィー

### 映画
- 座頭市御用旅（助監督。監督・森一生、主演・勝新太郎、1972年東宝）
- 本陣殺人事件（助監督。監督・高林陽一、主演・田村高廣、1975年ATG）
- 将軍 SHŌGUN（監督補。監督・ジェリー・ロンドン、主演・リチャード・チェンバレン、1980年NBC）
- 薄化粧（助監督。監督・五社英雄、主演・緒形拳、1985年松竹）
- 十手舞（助監督。監督・五社英雄、主演・石原真理子、1986年松竹）
- 座頭市（監督補。監督・勝新太郎、主演・勝新太郎、1989年松竹）
- 浪人街（監督補。監督・黒木和雄、主演・原田芳雄、1990年松竹）
- 豪姫（監督補。監督・勅使河原宏、主演・宮沢りえ、1992年松竹）
- エイジアン・ブルー 浮島丸サコン（助監督。監督・堀川弘通、主演・藤本喜久子、1995年松竹）

### TV
- 木枯らし紋次郎 第1シリーズ（フジテレビ）
  - 「流れ舟は帰らず」（助監督。最終回（第18話）、脚本は大野靖子・久里子亭、演出は市川崑、監督補は大州斉。1972年5月27日）
- 新・座頭市 第1シリーズ（毎週月曜午後9時～9時54分、フジテレビ）
  - 「師の影に泣いた」（第6話、脚本は犬塚稔・岩元南、1976年11月8日）
  - 「いのち駒」（第20話、脚本は村尾昭、1977年2月21日）
  - 「帰ってきた渡世人」（第25話、脚本は東条正年、1977年2月21日）
- 新必殺からくり人（必殺シリーズ第11弾）
  - 「東海道五十三次殺し旅 日坂」（第6話、脚本は村尾昭、1977年12月23日）
  - 「東海道五十三次殺し旅 荒井」（第7話、脚本は安倍徹郎、1977年12月30日）
  - 「東海道五十三次殺し旅 藤川」（第8話、脚本は保利吉紀、1978年1月6日）
  - 「東海道五十三次殺し旅 大津」（第12話、脚本は保利吉紀、1978年2月3日）
- 新・座頭市 第3シリーズ（毎週月曜午後8時～8時54分、フジテレビ）
  - 「鬼が笑う百両みやげ」（第13話、脚本は高橋二三・奥村利夫、1979年7月30日）
  - 「犬と道連れ」（第18話、脚本は中村努・奥村利夫、1979年9月3日）
- 斬り捨て御免！第1シリーズ（東京12チャンネル）
  - 「魔性の女にひそむ業」（第7話、脚本は和久田正明、1980年5月21日）
  - 「中仙道に草笛が哭く」（第8話、脚本は結束信二、1980年5月28日）
  - 「江戸の怪盗流れ星」（第14話、脚本は和久田正明、1980年7月9日）
  - 「狼の仮面を斬れ」（第15話、脚本は鈴木生朗、1980年7月16日）
  - 「奈落の底に潜む謎」（第20話、脚本は鈴木生朗、1980年8月20日）
  - 「男に惚れたはぐれ花」（第21話、脚本は和久田正明、1980年8月27日）
  - 「女の敵は地獄へ送れ」（第23話、脚本は津田幸於、1980年9月10日）
- 斬り捨て御免！第2シリーズ（東京12チャンネル）
  - 「嵐に咲く赦免花」（第2話、脚本は和久田正明、1981年4月15日）
  - 「偽装心中なみだ川」（第6話、脚本は鈴木生朗、1981年5月13日）
  - 「女渡り鳥凶状旅」（第8話、脚本は鈴木生朗、1981年5月27日）
  - 「狼どもの血祭り仁義」（第10話、脚本は松本功、1981年6月10日）
  - 「女恨みの辻が花」（第17話、脚本は和久田正明、1981年7月29日）
- 江戸の用心棒（フジテレビ）
  - 「浮気の現場」（第18話、脚本は鈴木生朗、1981年8月6日）
  - 「男づくしの江戸の華」（第25話、脚本は古田求、1981年9月17日）
- 眠狂四郎無頼控（毎週水曜午後9時～9時54分、テレビ東京）
  - 「魔性の血を宿す妻」（第3話、脚本は和久田正明、1983年4月20日）
  - 「悪女の色香は殺しの匂い」（第6話、脚本は市川靖、1983年5月11日）
  - 「お庭番悲話！ 裏切りの人肌」（第14話、脚本は下飯坂菊馬、1983年7月6日）
  - 「美女崩れ！ にせ狂四郎参上」（第15話、脚本は市川靖、1983年7月13日）
  - 「毒牙を隠した花嫁」（第19話、脚本は和久田正明、1983年8月10日）
- 司馬遼太郎の功名が辻（毎週木曜午後8時～8時54分、テレビ朝日）
  - 「夫を成功させる法」（最終回（第9話）、脚本は藤井邦夫、1997年6月26日）
- 新選組血風録（毎週木曜午後8時～8時54分、テレビ朝日）
  - 「近藤勇を狙った女」（第8話、脚本は吉田剛、1998年）